# Mr. Blobby
Mr. Blobby ist der Name einer überlebensgroßen Kunststoffpuppe, die vom britischen TV-Moderator Noel Edmonds geschaffen wurde und in dessen Unterhaltungssendung Noel’s House Party zum Einsatz kam. Mr Blobby ist eine kegelförmige, altrosa Figur mit großen, gelben, kreisrunden Flecken.

## Biografie
Zum Weihnachtsfest 1993 veröffentlichten die Produzenten Paul Shaw und David Rogers unter dem Namen Mr Blobby den Titel Mr. Blobby als Single. Diese stieg Ende November 1993 auf Platz drei in die britischen Singlecharts ein und erreichte in der zweiten Woche Platz eins. In der folgenden Woche wurde Mr. Blobby von Take That und deren Single Babe verdrängt, ließ die damaligen Teenageridole jedoch danach hinter sich und erreichte als Weihnachts-Nummer-eins-Hit wieder die Spitzenposition. Insgesamt war der Titel dreimal auf Platz eins und sieben Wochen in den Top 10 in den britischen Charts und verkaufte sich mehr als eine Million Mal. Der Musiksender MTV weigerte sich allerdings, das Video (in dem unter anderem die Videos zu Stay von Shakespears Sister, Addicted to Love von Robert Palmer und I Can’t Dance von Genesis persifliert wurden) in seinem Programm zu spielen.
Zwei Jahre später wurde unter dem Titel Christmas in Blobbyland eine weitere Single für das Weihnachtsgeschäft veröffentlicht. Doch das Konzept ging nicht mehr auf und die Single floppte.
Einen Gastauftritt hatte Mr. Blobby unter anderem 2005 in Peter Kays Video zu (Is This the Way To) Amarillo.